# Seznam dílů seriálu Skins
Toto je seznam dílů seriálu Skins. Britský televizní seriál Skins vysílala v letech 2007 až 2013 televizní stanice E4. V sedmi řadách vzniklo a bylo odvysíláno celkem 61 dílů.

## Přehled řad
| Řada | Díly | Premiéra ve VB   | Premiéra ve VB  |
| Řada | Díly | První díl        | Poslední díl    |
| ---- | ---- | ---------------- | --------------- |
| 1    | 9    | 25. ledna 2007   | 22. března 2007 |
| 2    | 10   | 11. února 2008   | 14. dubna 2008  |
| 3    | 10   | 22. ledna 2009   | 26. března 2009 |
| 4    | 8    | 28. ledna 2010   | 18. března 2010 |
| 5    | 8    | 27. ledna 2011   | 17. března 2011 |
| 6    | 10   | 23. ledna 2012   | 26. března 2012 |
| 7    | 6    | 1. července 2013 | 5. srpna 2013   |

## Seznam dílů

### První řada (2007)
| Č. v seriálu | Č. v řadě | Název            | Hlavní postava                | Režie        | Scénář                       | Datum premiéry  | Sledovanost (v mil.) |
| ------------ | --------- | ---------------- | ----------------------------- | ------------ | ---------------------------- | --------------- | -------------------- |
| 1            | 1         | Tony             | Tony Stonem                   | Paul Gay     | Bryan Elsley                 | 25. ledna 2007  | 1,540                |
| 2            | 2         | Cassie           | Cassie Ainsworth              | Paul Gay     | Bryan Elsley                 | 1. února 2007   | 0,977                |
| 3            | 3         | Jal              | Jal Fazel                     | Adam Smith   | Bryan Elsley                 | 8. února 2007   | 0,910                |
| 4            | 4         | Chris            | Chris Miles                   | Adam Smith   | Jack Thorne                  | 15. února 2007  | 0,709                |
| 5            | 5         | Sid              | Sid Jenkins                   | Minkie Spiro | Jamie Brittain               | 2. února 2007   | 0,889                |
| 6            | 6         | Maxxie and Anwar | Maxxie Oliver a Anwar Kharral | Chris Clough | Simon Amstell a Ben Schiffer | 1. března 2007  | 0,808                |
| 7            | 7         | Michelle         | Michelle Richardson           | Minkie Spiro | Bryan Elsley                 | 8. března 2007  | 0,799                |
| 8            | 8         | Effy             | Effy Stonem                   | Adam Smith   | Jack Thorne                  | 1. března 2007  | 0,756                |
| 9            | 9         | Everyone         | Všichni                       | Adam Smith   | Bryan Elsley                 | 22. března 2007 | 0,797                |

### Druhá řada (2008)
| Č. v seriálu | Č. v řadě | Název           | Hlavní postava              | Režie          | Scénář         | Datum premiéry  | Sledovanost (v mil.) |
| ------------ | --------- | --------------- | --------------------------- | -------------- | -------------- | --------------- | -------------------- |
| 1            | 10        | Tony and Maxxie | Tony Stonem a Maxxie Oliver | Aysha Rafael   | Bryan Elsley   | 11. února 2008  | 1,060                |
| 2            | 11        | Sketch          | Sketch                      | Aysha Rafael   | Jack Thorne    | 18. února 2008  | 0,757                |
| 3            | 12        | Sid             | Sid Jenkins                 | Simon Massey   | Bryan Elsley   | 25. února 2008  | 0,767                |
| 4            | 13        | Michelle        | Michelle Richardson         | Simon Massey   | Sally Tatchell | 3. března 2008  | 0,742                |
| 5            | 14        | Chris           | Chris Miles                 | Harry Enfield  | Ben Schiffer   | 1. března 2008  | 0,709                |
| 6            | 15        | Tony            | Tony Stonem                 | Harry Enfield  | Jamie Brittain | 1. března 2008  | 0,751                |
| 7            | 16        | Effy            | Effy Stonem                 | Simon Massey   | Lucy Kirkwood  | 24. března 2008 | 0,686                |
| 8            | 17        | Jal             | Jal Fazer                   | Simon Massey   | Daniel Kaluuya | 3. března 2008  | 0,686                |
| 9            | 18        | Cassie          | Cassie Ainsworth            | Charles Martin | Bryan Elsley   | 7. dubna 2008   | 0,766                |
| 10           | 19        | Final Goodbyes  | Všichni                     | Charles Martin | Jack Throne    | 14. dubna 2008  | 0,766                |

### Třetí řada (2009)
| Č. v seriálu | Č. v řadě | Název           | Hlavní postava                           | Režie          | Scénář                          | Datum premiéry  | Sledovanost (v mil.) |
| ------------ | --------- | --------------- | ---------------------------------------- | -------------- | ------------------------------- | --------------- | -------------------- |
| 1            | 20        | Everyone        | Všichni                                  | Charles Martin | Bryan Elsley                    | 22. ledna 2009  | 0,877                |
| 2            | 21        | Cook            | James Cook                               | Simon Massey   | Jamie Brittain                  | 29. ledna 2009  | 0,916                |
| 3            | 22        | Thomas          | Thomas Tomone                            | Simon Massey   | Daniel Kaluuya a Bryan Elsley   | 5. února 2009   | 0,857                |
| 4            | 23        | Pandora         | Pandora Moon                             | Simon Massey   | Georgia Lester a Bryan Elsley   | 12. března 2009 | 0,915                |
| 5            | 24        | Freddie         | Freddie McClair                          | Charles Martin | Ben Schiffer                    | 1. března 2009  | 0,913                |
| 6            | 25        | Naomi           | Naomi Campbell                           | Simon Massey   | Atiha Sen Gupta a Jack Thorne   | 2. února 2009   | 0,957                |
| 7            | 26        | JJ              | Jonah Jeremiah "JJ" Jones                | Charles Martin | Bryan Elsley                    | 5. března 2009  | 0,997                |
| 8            | 27        | Effy            | Effy Stonem                              | Charles Martin | Lucy Kirkwood                   | 1. března 2009  | 0,864                |
| 9            | 28        | Katie and Emily | Katie a Emily Fitch                      | Charles Martin | Malcolm Campbell a Bryan Elsley | 19. března 2009 | 0,957                |
| 10           | 29        | Finale          | Effy Stonem, James Cook a Freddie Mclair | Simon Massey   | Ben Schiffer                    | 26. března 2009 | 0,972                |

### Čtvrtá řada (2010)
| Č. v seriálu | Č. v řadě | Název    | Hlavní postava            | Režie               | Scénář         | Datum premiéry | Sledovanost (v mil.) |
| ------------ | --------- | -------- | ------------------------- | ------------------- | -------------- | -------------- | -------------------- |
| 1            | 30        | Thomas   | Thomas Tomone             | Neil Biswas         | Jamie Brittain | 28. ledna 2010 | 1,240                |
| 2            | 31        | Emily    | Emily Fitch               | Philippa Langdale   | Ed Hime        | 4. února 2010  | 1,020                |
| 3            | 32        | Cook     | James Cook                | Philippa Langdale   | Ben Schiffer   | 11. února 2010 | 0,954                |
| 4            | 33        | Katie    | Katie Fitch               | Neil Biswas         | Georgia Lester | 18. února 2010 | 0,996                |
| 5            | 34        | Freddie  | Freddie Mclair            | Esther May Campbell | Sean Buckley   | 2. února 2010  | 0,941                |
| 6            | 35        | JJ       | Jonah Jeremiah "JJ" Jones | Esther May Campbell | Lucy Kirkwood  | 4. března 2010 | 0,885                |
| 7            | 36        | Effy     | Effy Stonem               | Daniel O' Hara      | Jamie Brittain | 1. března 2010 | 0,863                |
| 8            | 37        | Everyone | Všichni                   | Daniel O' Hara      | Bryan Elsley   | 1. března 2010 | 0,902                |

### Pátá řada (2011)
| Č. v seriálu | Č. v řadě | Název    | Hlavní postava    | Režie             | Scénář         | Datum premiéry | Sledovanost (v mil.) |
| ------------ | --------- | -------- | ----------------- | ----------------- | -------------- | -------------- | -------------------- |
| 1            | 38        | Franky   | Franky Fitzgerald | Amanda Boyle      | Sean Buckley   | 27. ledna 2011 | 1,030                |
| 2            | 39        | Rich     | Rich Hardbeck     | Philippa Langdale | Jamie Brittain | 3. února 2011  | 0,720                |
| 3            | 40        | Mini     | Mini McGuinness   | Philippa Langdale | Georgia Lester | 10. února 2011 | 0,740                |
| 4            | 41        | Liv      | Liv Malone        | Amanda Boyle      | Ed Hime        | 17. února 2011 | 0,661                |
| 5            | 42        | Nick     | Nick Levan        | Jack Clough       | Geoff Bussetil | 2. února 2011  | 0,754                |
| 6            | 43        | Alo      | Alo Creevey       | Jack Clough       | Daniel Lovett  | 3. března 2011 | 0,588                |
| 7            | 44        | Grace    | Grace Blood       | Dominic Leclerc   | Jamie Brittain | 1. března 2011 | 0,486                |
| 8            | 45        | Everyone | Všichni           | Dominic Leclerc   | Sean Buckley   | 1. března 2011 | 0,494                |

### Šestá řada (2012)
| Č. v seriálu | Č. v řadě | Název           | Hlavní postava                      | Režie          | Scénář                  | Datum premiéry  | Sledovanost (v mil.) |
| ------------ | --------- | --------------- | ----------------------------------- | -------------- | ----------------------- | --------------- | -------------------- |
| 1            | 46        | Everyone        | Všichni                             | Jack Clough    | Bryan Elsley            | 23. ledna 2012  | 1,032                |
| 2            | 47        | Rich            | Rich Hardbeck                       | Sam Donovan    | Daniel Lovett           | 30. ledna 2012  | 0,655                |
| 3            | 48        | Alex            | Alex Henley                         | Sam Donovan    | Jack Lothian            | 7. února 2012   | 0,720                |
| 4            | 49        | Franky          | Franky Fitzgerald                   | Ian Barnes     | Sean Buckley            | 13. února 2012  | 0,741                |
| 5            | 50        | Mini            | Mini McGuinness                     | Ian Barnes     | Jess Brittain           | 2. února 2012   | 0,661                |
| 6            | 51        | Nick            | Nick Levan                          | Jack Clough    | Geoff Bussetil          | 2. února 2012   | 0,574                |
| 7            | 52        | Alo             | Alo Creevey                         | Benjamin Caron | Laura Hunter            | 5. března 2012  | 0,588                |
| 8            | 53        | Liv             | Liv Malone                          | Benjamin Caron | Ben Bond a Bryan Elsley | 1. března 2012  | 0,486                |
| 9            | 54        | Mini and Franky | Mini McGuinness a Franky Fitzgerald | Ian Barnes     | Jess Brittain           | 19. března 2012 | 0,494                |
| 10           | 55        | Finale          | Všichni                             | Benjamin Caron | Georgia Lester          | 26. března 2012 | 0,574                |

### Sedmá řada (2013)
| Č. v seriálu | Č. v řadě | Název         | Hlavní postava   | Režie          | Scénář         | Datum premiéry    | Sledovanost (v mil.) |
| ------------ | --------- | ------------- | ---------------- | -------------- | -------------- | ----------------- | -------------------- |
| 1            | 56        | Fire (Part 1) | Effy Stonem      | Charles Martin | Jess Brittain  | 1. července 2013  | 0,783                |
| 2            | 57        | Fire (Part 2) | Effy Stonem      | Charles Martin | Jess Brittain  | 8. července 2013  | 0,446                |
| 3            | 58        | Pure (Part 1) | Cassie Ainsworth | Paul Gay       | Bryan Elsley   | 15. července 2013 | N/A                  |
| 4            | 59        | Pure (Part 2) | Cassie Ainsworth | Paul Gay       | Bryan Elsley   | 22. července 2013 | N/A                  |
| 5            | 60        | Rise (Part 1) | James Cook       | Jack Clough    | Jamie Brittain | 29. července 2013 | N/A                  |
| 6            | 61        | Rise (Part 2) | James Cook       | Jack Clough    | Jamie Brittain | 5. srpna 2013     | N/A                  |